# Да живее Крал Джулиън!
„Да живее Крал Джулиън!“ (на английски: All Hail King Julien) е американски компютърно анимиран сериал, базиран е на анимационния филм „Мадагаскар“ и действието се развива в Мадагаскар преди събитията от първия филм, което го прави прелюдия. Това е вторият сериал на DreamWorks Animation, който е базиран на поредицата „Мадагаскар“.
Сериалът дебютира на 19 декември 2014 г. от Netflix, където първите пет 22-минутни епизоди са пуснати. Вторият сезон е пуснат на 16 октомври 2015 г., трети сезон на 17 юни 2016 г., четвърти сезон на 11 ноември 2016 г., докато петия сезон, озаглавен Exiled е пуснат на 12 май 2017 г. Петият и последен сезон е пуснат на 1 декември 2017 г. Сериалът понастоящем се повтаря по каналите Universal Kids в САЩ и ABC Me в Австралия.

## В България
В България сериалът е излъчен на 2 декември 2021 г. по bTV Comedy, всеки ден от 7:30 часа.